# ウルリヒ1世 (クライン辺境伯)
ウルリヒ1世（Ulrich I., ? - 1070年3月6日）は、クライン辺境伯（在位：1050/8年 - 1070年）、イストリア辺境伯（在位：1045/60年 - 1070年）およびヴァイマル＝オーラミュンデ伯（在位：1067年 - 1070年）。一部の資料では（下）ケルンテン辺境伯であったともされる。

## 生涯
ウルリヒ1世はイストリア辺境伯ポッポ1世の息子である。母ハダムート・フォン・イストリア（1040年以降没）はフリウーリおよびイストリア伯ヴェリガントとエーバースベルク伯ウルリヒ（1029年没）の娘ヴィリベルクの娘であった。
1045年のアダルベロ2世の死により断絶したエーバースベルク伯家の領地を巡る相続争いにおいて、ウルリヒは相続権をまともに主張することができなかった（1045年7月12日、ローマ王ハインリヒ3世の面前でのパーセンベウーク城での相続交渉において、突然の城の崩壊が起こったため)。 テューリンゲンでも、息子のウルリヒ2世が権力を掌握できたのは1090年以降のことであった。
従兄弟ヴァイマル伯ヴィルヘルム4世はハンガリー王ベーラ1世の娘ゾフィー（1095年没）と婚約していた。しかし、婚約者を領地に連れ帰ろうとしていた矢先の1062年にヴィルヘルム4世は亡くなった。そこでウルリヒ1世はヴィルヘルム4世の代わりにゾフィーと結婚した。
ザーリアー家の支持者でハンガリーとも良好な関係を保っていたウルリヒ1世は、1063年にイストリアの領地をフューメ（メラーン）まで拡大させた。このとき対立したのはアクイレイアとヴェネツィアであった。
1064年、ローマ王ハインリヒ4世はイストリアの20のフーフェ（集落）をウルリヒに与えた。
1067年、従兄弟オットー1世が死去し、ウルリヒがヴァイマル伯位を継承した。
1070年にウルリヒ1世が死去した後、エッペンシュタイン伯マルクヴァルト4世がウルリヒの子供達の後見人となり、辺境伯領を預かった。

## 子女
ハンガリー王ベーラ1世の娘ゾフィー（1095年6月18日没）との間に以下の子女をもうけた。
- ウルリヒ2世（1112年5月13日没） - ヴァイマル＝オーラミュンデ伯
- ポッポ2世（1098年没） - イストリア辺境伯（1096年 - 1098年）、シュポンハイム伯エンゲルベルト1世の娘リヒガルト（リヒャルディス、1130年頃没）と結婚
- リヒャルディス - シェイエルン伯エッケハルト1世と結婚、シェイエルン伯オットー2世（最初の夫の弟）と再婚。
- ヴァルブルガ
- アーデルハイト（1065年頃 - 1122年） - レーゲンスブルクのフォークトのフリードリヒ2世（1080/96年没）と結婚、ルルンガウ伯ウダルシャルク1世（1050年頃 - 1115年）と結婚。